# Buena Vista (cheval)
Pour les articles homonymes, voir Buena Vista.
Buena Vista (en japonais : ブエナビスタ), née en 2006, est une jument de course japonaise, élue cheval de l'année au Japon en 2010.

## Carrière de courses
Élevée par Northern Farm, le plus grand haras japonais, Buena Vista débute à la fin de son année de 2 ans et s'impose comme la numéro 1 de sa génération grâce à sa victoire dans le Hanshin Fillies Stakes, qui fait office de finale pour les meilleures 2 ans japonaises. Naturellement favorite des classiques, c'est-à-dire des épreuves de la triple couronne des pouliches (Oka Shō, Yūshun Himba et Shuka Shō), elle effectue une rentrée victorieuse dans le Tulip Sho, véritable voie royale vers le Oka Shō, qu'elle s'adjuge aux dépens de Red Desire. On retrouve le même duo à l'arrivée du Yūshun Himba et, même si seul un naseau sépare les deux pouliches, Buena Vista semble bien partie pour succéder à Still in Love, deuxième et dernière pouliche au palmarès de la triple couronne en 2003. Mais l'entourage de la pouliche semble avoir une autre ambition et viser le Prix de l'Arc de Triomphe en France plutôt que la triple couronne. Mais après la traditionnelle pause estivale des courses japonaises, Buena Vista est battue pour sa rentrée dans un groupe 2 disputé à Sapporo, alors on oublie l'Arc et on se reconcentre sur le dernier volet du triptyque, le Shuka Shō, où elle se présente en favorite. Red Desire est encore là, et cette fois le nez d'avance est pour elle. Pour Buena Vista, la déconvenue est d'autant plus amère qu'elle est rétrogradée de la deuxième à la troisième place pour avoir gêné une adversaire dans la ligne droite. Adieu l'Arc, adieu la triple couronne, et place aux affrontements avec les chevaux d'âge : troisième de la Queen Elizabeth II Cup, elle conclut sa saison par un premier accessit dans l'Arima Kinen, dont les participants sont désignés par un vote du public. En fin d'année Buena Vista est naturellement élue meilleure 3 ans. 

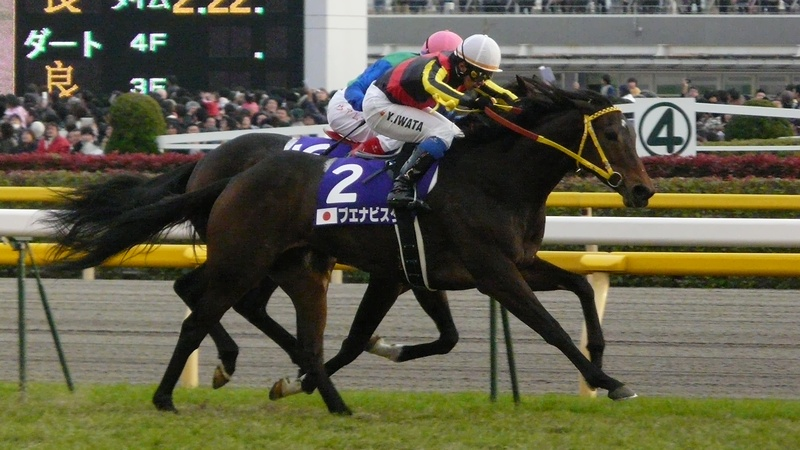
Buena Vista dans la Japan Cup 2011

En 2010, Buena Vista va tout de même voyager. Lauréate pour sa rentrée, elle s'aligne au départ du Dubai Sheema Classic, où seule la Britannique Dar Re Mi lui barre la route du succès. Elle remporte ensuite le Victoria Mile, une épreuve pour juments, puis échoue de peu dans le Takarazuka Kinen. En revanche, associér à un Christophe Soumillon venu passer l'hiver au Japon, elle triomphe dans le Tenno Sho d'automne, laissant l'opposition à plus de trois longueurs. Et remet ça dans la Japan Cup, sauf que pour la seconde fois de sa carrière, les commissaires de course en décident autrement et la rétrogradent à la deuxième place pour avoir changé de ligne et gêné le 3 ans Rose Kingdom, qui hérite de la victoire. Plébiscitée par le public pour l'Arima Kinen, elle subit une nouvelle fois la loi du nez, celui de Victoire Pisa en l'occurrence, qui passe devant le sien. Sa régularité, ses deux victoires et demi au niveau groupe 1, lui valent cependant le titre suprême de cheval de l'année.
À 5 ans, Buena Vista rentre directement dans la Dubai World Cup, mais elle échoue nettement dans cette course remportée pour la première fois par un cheval japonais, Victoire Pisa. Reprenant le même chemin qu'en 2010, avec un nouveau jockey, Yasunori Iwata, Buena Vista se montre toujours régulière, accumule les accessits mais sans pouvoir passer le poteau en tête. Elle trouve enfin son jour, et une forme de revanche, dans la Japan Cup, sa seule victoire de l'année et la dernière de sa carrière puisque, bien que placée une nouvelle fois en tête des suffrages pour l'Arima Kinen, elle y échoue nettement et se retire au crépuscule d'une carrière riche de six victoires au niveau groupe 1. 

### Résumé de carrière

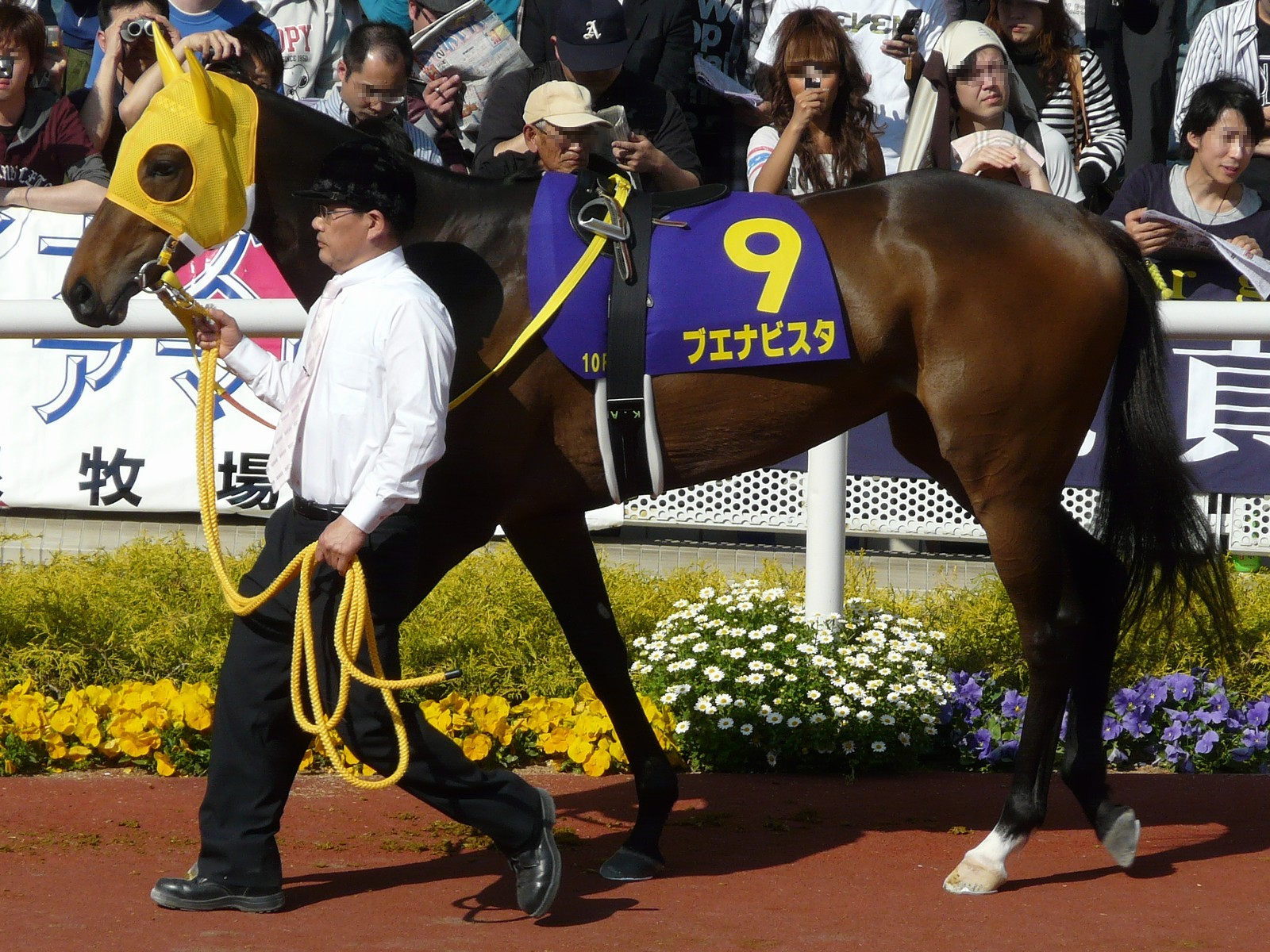
Buena Vista au départ du Oka Shō

| Date        | Hippodrome  | Pays        | Course                   | Statut      | Distance    | Jockey          | Place          | Écart       | Vainqueur ou deuxième |
| 2008, 2 ans | 2008, 2 ans | 2008, 2 ans | 2008, 2 ans              | 2008, 2 ans | 2008, 2 ans | 2008, 2 ans     | 2008, 2 ans    | 2008, 2 ans | 2008, 2 ans           |
| ----------- | ----------- | ----------- | ------------------------ | ----------- | ----------- | --------------- | -------------- | ----------- | --------------------- |
| 26 octobre  | Kyoto       | Japon       | Inédits                  |             | 1 800 m     | Katsumi Ando    | 3e / 11        |             | Unrivaled             |
| 15 novembre | Kyoto       | Japon       | Maiden                   |             | 1 600 m     | Katsumi Ando    | 1er / 14       | 4           | Happy Parade          |
| 14 décembre | Hanshin     | Japon       | Hanshin Juvenile Fillies | Gr. 1       | 1 600 m     | Katsumi Ando    | 1er / 18       | 2 ½         | Danon Berbere         |
| 2009, 3 ans |             |             |                          |             |             |                 |                |             |                       |
| 7 mars      | Hanshin     | Japon       | Tulip Shō                | Gr. 3       | 1 600 m     | Katsumi Ando    | 1er / 13       | encolure    | Sakura Mimosa         |
| 12 avril    | Hanshin     | Japon       | Oka Shō                  | Gr. 1       | 1 600 m     | Katsumi Ando    | 1er / 18       | 1/2         | Red Desire            |
| 24 mai      | Tokyo       | Japon       | Yūshun Himba             | Gr. 1       | 2 400 m     | Katsumi Ando    | 1er / 17       | nez         | Red Desire            |
| 23 août     | Sapporo     | Japon       | Sapporo Kinen            | Gr. 2       | 2 000 m     | Katsumi Ando    | 2e / 16        | encolure    | Yamanin Kingly        |
| 18 octobre  | Kyoto       | Japon       | Shuka Shō                | Gr. 1       | 2 000 m     | Katsumi Ando    | 3e (2e rétr.)  | (nez)       | Red Desire            |
| 15 novembre | Kyoto       | Japon       | Queen Elizabeth II Cup   | Gr. 1       | 2 200 m     | Katsumi Ando    | 3e / 18        | 1 ¾         | Queen Spumante        |
| 27 décembre | Nakayama    | Japon       | Arima Kinen              | Gr. 1       | 2 500 m     | N. Yokoyama     | 2e / 16        | 1/2         | Dream Journey         |
| 2010, 4 ans |             |             |                          |             |             |                 |                |             |                       |
| 20 février  | Kyoto       | Japon       | Kyoto Daishoten          | Gr. 2       | 2 200 m     | N. Yokoyama     | 1er / 13       | 1/2         | Jaguar Mail           |
| 27 mars     | Meydan      | Dubaï       | Dubai Sheema Classic     | Gr. 1       | 2 400 m     | Olivier Peslier | 2e / 16        | 3/4         | Dar Re Mi             |
| 16 mai      | Tokyo       | Japon       | Victoria Mile            | Gr. 1       | 1 600 m     | N. Yokoyama     | 1er / 18       | encolure    | Hikaru Amaranthus     |
| 27 juin     | Hanshin     | Japon       | Takarazuka Kinen         | Gr. 1       | 2 200 m     | N. Yokoyama     | 2e / 17        | 1/2         | Nakayama Festa        |
| 31 octobre  | Tokyo       | Japon       | Tenno Sho (Automne)      | Gr. 1       | 2 000 m     | C. Soumillon    | 1er / 18       | 3 ½         | Pelusa                |
| 28 novembre | Tokyo       | Japon       | Japan Cup                | Gr. 1       | 2 400 m     | C. Soumillon    | 2e (1er rétr.) | (1 ¾)       | Rose Kingdom          |
| 26 décembre | Nakayama    | Japon       | Arima Kinen              | Gr. 1       | 2 500 m     | C. Soumillon    | 2e / 15        | nez         | Victoire Pisa         |
| 2011, 5 ans |             |             |                          |             |             |                 |                |             |                       |
| 26 mars     | Meydan      | Dubaï       | Dubai World Cup          | Gr. 1       | 2 000 m     | Ryan Moore      | 8e / 14        | 3 ¾         | Victoire Pisa         |
| 15 mai      | Tokyo       | Japon       | Victoria Mile            | Gr. 1       | 1 600 m     | Yasunori Iwata  | 2e / 17        | encolure    | Apapane               |
| 26 juin     | Hanshin     | Japon       | Takarazuka Kinen         | Gr. 1       | 2 200 m     | Yasunori Iwata  | 2e / 16        | 1 ½         | Earnestly             |
| 30 octobre  | Tokyo       | Japon       | Tenno Sho (Automne)      | Gr. 1       | 2 000 m     | Yasunori Iwata  | 4e / 18        | 1 ¾         | Tosen Jordan          |
| 27 novembre | Tokyo       | Japon       | Japan Cup                | Gr. 1       | 2 400 m     | Yasunori Iwata  | 1er / 16       | encolure    | Tosen Jordan          |
| 25 décembre | Nakayama    | Japon       | Arima Kinen              | Gr. 1       | 2 500 m     | Yasunori Iwata  | 7e / 13        | 3 ½         | Orfevre               |

## Au haras
Retirée à Northern Farm et présentée à certains des meilleurs étalons du pays, Buena Vista donne plusieurs vainqueurs, mais aucun au plus haut niveau. 

## Origines
Buena Vista est issue du champion Special Week (Tokyo Yushun, Tenno Shō de printemps et automne, Japan Cup), qui a donné aussi Roman Legend (Tokyo Daishoten), Cesario (Yūshun Himba, American Oaks), Toho Jackal (Kikuka Shō) ou encore la mère d'Epiphaneia, vainqueur du Kikuka Shō et de la Japan Cup et étalon de tête au Japon, père de Efforia (cheval de l'année 2021) ou de la lauréate de la triple couronne des pouliches Daring Tact. 
Biwa Heidi, sa mère, est une fille de l'Anglais Caerleon, mais elle est née au Japon où, comme sa fille, elle a remporté les Hanshin Juvenile Fillies (devant la championne Air Groove), mais n'a pu s'illustrer par la suite. Elle s'est révélée une exceptionnelle poulinière, puisqu'elle est aussi l'autrice de :  
- Joie de Vivre (par Deep Impact) : Hanshin Juvenile Fillies (Gr.1).
- Admire Aura (par Agnes Tachyon) : Kyoto Kinen (Gr.2), 3e Tokyo Yushun.
- Admire Japan (par Sunday Silence) : 2e Kikuka Shō, 3e Satsuki Shō
- Tosen Reve (par Deep Impact) : Epsom Cup (Gr.3), 3e Hai Aoba Shō (Gr.2).
- Sang Real (par Zenno Rob Roy) : Flora Stakes (Gr.2).

Aghsan, la deuxième mère, est une sœur de Subtle Change (par Law Society), qui donna le champion Manhattan Cafe (par Sunday Silence), vainqueur du Kikuka Shō, du Tenno Sho de printemps et de l'Arima Kinen, et tête de liste des étalons japonais en 2009.  

### Pedigree
| Origines de Buena Vista (JPN), jument bai brun née en 2006 | Origines de Buena Vista (JPN), jument bai brun née en 2006 | Origines de Buena Vista (JPN), jument bai brun née en 2006 | Origines de Buena Vista (JPN), jument bai brun née en 2006 |
| ---------------------------------------------------------- | ---------------------------------------------------------- | ---------------------------------------------------------- | ---------------------------------------------------------- |
| Père Special Week                                          | Sunday Silence                                             | Halo                                                       | Hail to Reason                                             |
| Père Special Week                                          | Sunday Silence                                             | Halo                                                       | Cosmah                                                     |
| Père Special Week                                          | Sunday Silence                                             | Wishing Well                                               | Understanding                                              |
| Père Special Week                                          | Sunday Silence                                             | Wishing Well                                               | Mountain Flower                                            |
| Père Special Week                                          | Campaign Girl                                              | Maruzensky                                                 | Nijinsky                                                   |
| Père Special Week                                          | Campaign Girl                                              | Maruzensky                                                 | Shill                                                      |
| Père Special Week                                          | Campaign Girl                                              | Lady Shiraoki                                              | Saint Crespin                                              |
| Père Special Week                                          | Campaign Girl                                              | Lady Shiraoki                                              | Miss Ashiyagawa                                            |
| Mère Biwa Heidi                                            | Caerleon                                                   | Nijinsky                                                   | Northern Dancer                                            |
| Mère Biwa Heidi                                            | Caerleon                                                   | Nijinsky                                                   | Flaming Page                                               |
| Mère Biwa Heidi                                            | Caerleon                                                   | Foreseer                                                   | Round Table                                                |
| Mère Biwa Heidi                                            | Caerleon                                                   | Foreseer                                                   | Regal Gleam                                                |
| Mère Biwa Heidi                                            | Aghsan                                                     | Lord Gayle                                                 | Sir Gaylord                                                |
| Mère Biwa Heidi                                            | Aghsan                                                     | Lord Gayle                                                 | Sticky Case                                                |
| Mère Biwa Heidi                                            | Aghsan                                                     | Santa Luciana                                              | Luciano                                                    |
| Mère Biwa Heidi                                            | Aghsan                                                     | Santa Luciana                                              | Suleika (Famille 16-c)                                     |